# Femi
Agnes Simon (Zapala, Neuquén, 20 de enero de 1994), conocida por su nombre artístico Femigangsta o Femi, es una cantante argentina de rock y R&B, influencer y activista por el feminismo y los derechos humanos.
Se hizo conocida en un primer lugar por su militancia por los derechos de las mujeres en redes sociales, especialmente en 2018 con la canción Voy y luego tras los éxitos de Pajaritos y Yasé, que se ubicaron en los rankings nacionales.
Realizó presentaciones musicales solistas en importantes recintos de Buenos Aires y el resto de Argentina, así como también en el exterior, además de participar en reconocidos festivales musicales.

## Biografía
Agnes Simón nació y creció en Zapala, con siete hermanos. Su padre es austríaco con raíces húngaras. Siempre afín a la música y el humor. Sobre este último, reconoce las influencias de Sebastián Wainraich y Bo Burnham.
A los 20 años tuvo su primera banda de rock, llamada Las mosquitas muertas. Llegó a la fama principalmente a través de las redes sociales, donde subía videos fusionando el humor, el rap y el feminismo.
Estudió y se recibió como abogada en la Universidad de Buenos Aires.

## Carrera
Femi comenzó su carrera en 2018 con el lanzamiento del sencillo Voy, que alcanzó su fama en el marco del tratamiento de la Ley Nacional de Interrupción Voluntaria del Embarazo. La cantante Miss Bolivia la invitó a abrir su show en Niceto en octubre. Ese año además trabajó como conductora del programa Arroban pero hacen en Radio Colmena junto con Tomás Rebord, Elisa Sánchez y Cristian Cimminelli.
Sus siguientes singles Pajaritos y Yasé entraron al Top 50 viral de Spotify a nivel nacional. En 2022, tuvo una participación especial en la cuarta temporada de la serie argentina El marginal.
Al año siguiente lanzó su primer álbum, Cultura famélica, un disco conceptual de rock y música experimental. Fue descrito como un disco disruptivo, auténtico y oscuro, una fusión entre el rock, jazz, hip hop, grunge y lo-fi y comparado con el estilo de Royal Blood, Little Simz, Intoxicados y The White Stripes.
En 2024, se presentó en Buenos Aires, La Plata, Córdoba y Rosario.

## Estilo e influencias
Femi reconoce entre sus influencias a Billie Holiday, Aretha Franklin, Etta James, Sublime, Red Hot Chili Peppers, Foo Fighters, Aerosmith, Gustavo Cerati, Pity Álvarez, Pappo, La Renga, Nirvana, Metallica, Fiona Apple, Billie Eilish, Tita Merello y Rosalía.
Sus líricas tratan temas como la depresión, el luto, la soledad, la industria musical, el mundo y la política, esta última reflejada en canciones en las cuales expresó críticas a las gestiones presidenciales de Mauricio Macri y Javier Milei.

## Discografía

### Álbumes de estudio
- 2023: Cultura Famélica

### EP
- 2022: Lonely Fans